# Densha otoko
Densha otoko (電車男, littéralement « l'Homme du train ») est un film, manga, roman et une série télévisée japonaise qui narre l'histoire d'un otaku (Yamada) d'une vingtaine d'années qui sauve une belle jeune fille, qu'il surnommera Hermès (son prénom est en réalité Saori), lorsque celle-ci se fait agresser par un ivrogne, et détaille leurs rendez-vous successifs ainsi que ses appels à l'aide sur un forum de discussion (dans la série, ce forum semi-fictif est appelé « Aladdin Channel »).
Densha Otoko a débuté comme une discussion sur le forum 2channel, supposément une histoire vraie. Cette histoire fut ensuite adaptée en roman, en manga, en long-métrage (sorti en juin 2005), et finalement, en une série TV diffusée de juillet à septembre 2005 sur la chaîne Fuji TV. Comme les producteurs, certaines personnes attestent de la véracité de cette histoire et prétendent être entrés en contact avec le vrai Densha Otoko. Toutefois, rien ne prouve que l'histoire soit entièrement vraie.
Densha Otoko est l'exemple type de l'otaku gentil, qui désire mener une vie normale mais qui est trop timide pour trouver une petite amie ou parler normalement en dehors des discussions sur un forum. La série télévisée montre d'ailleurs un grand nombre d'internautes, témoignant de la taille importante de cette classe que constituent les otaku.
En dehors de cet aspect "informatique", l'histoire fait également la part belle aux meilleurs côtés des otaku : ils sont coopératifs, compétitifs, gentils et honnêtes. De plus, le style d'Hermès correspond au fantasme de la plupart des otaku. Cette histoire fait intervenir beaucoup de monde venant d'internet, il n'y a pas d'auteur unique. Elle démontre toutes les craintes et l'anxiété des otaku, mais également leur cœur pur. En ce sens, Densha Otoko est un parfait exemple de cette jeune génération.

## L'histoire
Yamada Tsuyoshi, jeune homme de 23 ans, n'est pas le modèle de l'homme comblé. Chétif, plutôt malchanceux, charié par son patron et ses collègues de bureau, il a une vie épuisante et pour couronner le tout, c'est un otaku tout ce qu'il y a de plus véritable, ce qui n'est pas pour améliorer ses relations avec les "gens normaux". C'est dans ce contexte de vie plutôt misérable que va lui arriver l'événement de sa vie. Un soir dans le train, de retour d'Akihabara, quartier populaire de Tôkyô favori des otaku, il prend la défense d'une jeune femme qu'un vieil homme ivre agressait verbalement. Le pauvre jeune homme ne s'en sort pas sans un coup sur le nez et se fait voler la vedette par un salaryman (homme d'affaires) qui se débarrasse du vieil homme. Cela étant, la jeune femme, Saori, est touchée par son courage et prend son adresse pour lui faire parvenir un cadeau de remerciement.
Et c'est là qu'intervient un élément clef de cette série : le forum. Rentré chez lui, Tsuyoshi se connecte sur un forum pour célibataires "Aladdin Channel" qu'il n'avait fait, jusqu'à présent, que lire et commence à y narrer son histoire...
La suite de cette série raconte donc comment toutes les personnes présentes sur le forum vont aider le jeune Tsuyoshi à conquérir le cœur de la douce Saori malgré les différences évidentes de personnalité d'une part mais également de style de vie qui les séparent (lui, issu d'une famille modeste, est un otaku invétéré alors qu'elle provient d'une famille riche et adepte des très bonnes manières...). De conseils d'habillage en traduction du langage féminin, tous ces gens vont prendre rapidement une place importante dans la vie du jeune homme et vont l'aider à devenir un homme meilleur et qui saura toucher le cœur de Saori par sa tendresse et son honnêteté.

## Série télévisée
La série contient de nombreuses références et hommages à la culture otaku. Le générique d'introduction a été créé par les studios Gonzo, et il est en fait un hommage au film d'animation qui introduisait la convention Daicon IV.
Il est beaucoup fait usage de l'art ASCII sur le forum, mais également lors des saynètes de transition. La musique du premier épisode est Mr Roboto par Styx. La musique des génériques suivants est Twilight, par le groupe de rock des années 1970 Electric Light Orchestra, qui est également utilisée dans le générique de Daicon IV. Le générique de fin est Sekai-wa sore-o ai-to yobundaze (世界はそれを愛と呼ぶんだぜ) par Sambo Master.

### Ambiguïté
Ce drama est censé être tiré d'une histoire vraie. En effet, dans l'un des premiers épisodes, il est indiqué qu'il a été inspiré de faits réels. L'histoire n'est certainement pas fidèle à ces faits réels puisque le terme "inspiré" sous entend qu'elle aurait pu être modifiée. Enfin, dans l'épisode spécial (le 12e), dans le générique de fin, on peut clairement lire "Ce drama est une fiction.". Deux possibilités sont alors offertes pour cette dernière inscription, l'une est qu'elle concerne uniquement l'épisode bonus, l'autre, que le drama entier n'est qu'une invention.

### Distribution
- Misaki Itō (美咲 伊東) : Saori Aoyama (沙織 青山)
- Atsushi Itō (en) (淳史 伊藤) : Tsuyoshi Yamada (剛司 山田)
- Miho Shiraishi (美帆 白石) : Misuzu Jinkama (美鈴 陣釜)
- Eriko Sato (江梨子 佐藤) : Kaho Sawazaki (果歩 沢崎)
- Risa Sudo (理彩 須藤) : Yūko Mizuki (裕子 観月)
- Mokomichi Hayami (en) (もこみち 速水) : Keisuke Aoyama (啓介 青山)
- Maki Horikita (真希 堀北) : Aoi Yamada (葵 山田)
- Saori Koide (早織 小出) : Karin Takeda (花梨 武田)
- Shun Oguri : Munetaka Minamoto
- Kosuke Toyohara (功補 豊原) : Kazuya Sakurai (和哉 桜井)
- Kumiko Akiyoshi (久美子 秋吉) : Yuki Aoyama (由紀 青山)
- Chizu Sakurai : Ryoko

### Fiche technique
- Metteurs en scène - Takeuchi Hideki (武内 英樹), Nishiura Masaki (西浦 正記) et Kobayashi Kazuhiro (小林 和宏)
- Producteurs - Wakamatsu Jisashiki (若松 央樹) et Kawanishi Migaku (川西 琢)
- Histoire originale - Nakano Hitori
- Auteurs - Mutou Susumuware et Tokunaga Tomokazu

### Épisodes
1. Un amour regardé par plus d'un million de personnes (100万人が見守った恋の行方?)
2. Je ne suis pas prêt pour mon 1er rendez-vous (初デートへ向け大変身?)
3. Crise pour le 1er grand rendez-vous !! (初デートに大ピンチ！！?)
4. C'est l'été! Grands cours de surf accélérés! (夏！サーフィン大特訓?)
5. La grande stratégie anti-voyeur ! (ストーカー撃退大作戦?)
6. Une confession est le début de tous tes ennuis ! (告白は波乱の幕開け！?)
7. L'otaku c'est fini ! L'anniversaire des larmes. (脱オタク!!涙の誕生日?)
8. Je revis ! Fini les larmes d'otaku. (復活！！涙のオタク激白?)
9. Pressentiment de stratégie pour la dernière bataille (最終決戦は悲劇の予感?)
10. Dernier chapitre ! Grande inversion de miracle (最終章！奇跡の大逆転?)
11. La plus grande confession de l'histoire ! La cérémonie de remise des diplômes des larmes (史上最大の告白！！涙の卒業式?)

### Spéciaux
La série comporte aussi deux épisodes spéciaux d'approximativement 90 minutes. Le premier, diffusé deux semaines après la fin de la série, fait directement suite à celle-ci et aborde notamment des moments-clés sous un angle différent, et s'attarde sur quelques channelers, dont un certain « Guitar Otoko ». Le second quant à lui, s'est vu diffusé exactement un an après la fin de la série, et confronte Densha Otoko à une ultime épreuve : maintenir son intimité !
- SP1: Une dernière fois SPECIAL Densha contre Guitar Otoko (もう一つの最終回スペシャル 電車男VSギター?)
- SP2: Densha Otoko DELUXE La dernière croisade (電車男DELUXE 最後の聖戦?)

### Bande originale
- Earth, Wind & Fire - Fantasy
- Electric Light Orchestra - Twilight

## Long-métrage
Les acteurs principaux du long-métrage sont Takayuki Yamada et Miki Nakatani. Cette réalisation fut un gros succès au box-office et a permis de rendre l'histoire de Densha Otoko populaire au Japon. À Tokyo, quiconque prétendait être un otaku recevait un bon de réduction sur le prix d'une place.
Atsushi Itō, qui joue Densha Otoko dans la série télévisée, fait une apparition dans le film (dans le rôle d'un autre personnage cependant).
Takayuki Yamada apparaît aussi (caméo) dans le 1er épisode de la série télévisée, lorsque l'homme ivre se fait maîtriser.

## Lesmanga
L'histoire fait l'objet de quatre adaptations différentes en manga :
- un seinen en trois tomes par Hidenori Hara, publié par Shogakukan, distribué en français par Kurokawa, troisième et dernier tome paru le 14/06/2007.
- un shōnen en trois volumes par Wataru Watanabe, publié par Akita Shoten, les 3 volumes traduits chez Taifu Comics sous le titre Le Garçon du train, Moi aussi je pars à l'aventure ![1].
- un autre seinen en trois volumes par Daisuke Dōke, également publié par Akita Shoten. les 3 volumes traduits chez Taifu Comics sous le titre Le Garçon du Train, Sois fort, Garçon !.
- un shōjo en un unique volume par Michiko Ocha.